# 穆索
穆索（義大利語：Musso），是意大利科莫省的一个市镇。总面积4平方公里，人口1009人，人口密度252.3人/平方公里（2009年）。ISTAT代码为013160。